# Gérard Ducarouge
Pour les articles homonymes, voir Ducarouge.
Gérard Ducarouge, né le 23 octobre 1941 à Volesvres (Saône-et-Loire) et mort le 19 février 2015 à Neuilly-sur-Seine, est un ingénieur français, spécialisé dans les sports mécaniques, ayant été pendant près de 20 ans, l'une des figures marquantes du monde de la Formule 1.

## Biographie
Diplômé de l'ESTA (École supérieure des techniques aérospatiales), il commence sa carrière chez Nord-Aviation en 1964 où il travaille sur différents projets de missiles. Cependant, l'ennui le gagne et il postule auprès de Matra en décembre 1965 dont la branche « compétition » Matra Sports venait juste d'être créée.
Il commence par travailler sur le programme Formule 3, avant, en 1966, de participer au développement des voitures de Formule 2. Il gravit ensuite les échelons de la hiérarchie et dirige l'écurie « Sport-Prototypes » lors des trois victoires de Matra aux 24 Heures du Mans 1972,1973 et 1974 et des deux titres de Champion du monde des constructeurs Sport-Prototypes 1973 et 1974.
Lorsque Matra se retire de la compétition automobile à la fin 1974, il démissionne du groupe et intègre la nouvelle écurie de Formule 1 créée par Guy Ligier à Vichy, non loin de Paray-le-Monial, sa ville de résidence. Pour sa première saison en championnat du monde de Formule 1 en 1976, Ligier aligne la JS5 qui conserve un lien de parenté avec Matra à travers son moteur V12 de 3 litres et sa livrée arborant les couleurs de son sponsor Gitanes. Lors du Grand Prix de Suède 1977, l'écurie fête sa première victoire en Grand Prix avec Jacques Laffite.
Au cours de la saison 1979, l'écurie remporte plusieurs autres victoires, et, en 1981, dispose du soutien de Talbot et de voitures équipées d'évolutions du moteur Matra V12 adaptées à leur nouveau châssis. Ligier semble en passe de concourir pour le titre de Champion du monde des constructeurs mais, à la mi-saison, Ducarouge est limogé par Guy Ligier. Rapidement, il rejoint l'écurie Alfa Romeo qu'il persuade de fabriquer son premier châssis en fibre de carbone. Malgré cette innovation, Alfa Romeo ne peut accroître ses ambitions et Ducarouge est congédié à l'issue de la première séance de qualification du Grand Prix de France 1983 à la suite de la disqualification d'Andrea De Cesaris en raison d'un poids de voiture inférieur au minimum imposé. 
Peter Warr, patron du Team Lotus qui connaît un sévère déclin, recrute alors Ducarouge après le Grand Prix de Belgique 1983. Sans attendre, il met en chantier la Lotus 94T, conçue et construite en 5 semaines, permettant ainsi de sauver en partie ce qui restait de la saison 1983. Il dirige alors une restructuration majeure de l'écurie qui renoue dans les années 1984-1987 avec son ancienne gloire passée. La Lotus 95T succède à la 94T et est considérée comme une des plus performantes du plateau, trahie uniquement par son moteur Renault F1 Team V6, gourmand et à la fiabilité incertaine.
La Lotus 96T engagée en Indy Car innove quant à elle par son châssis allégé constituée d'un nid d'abeilles de feuilles d'aluminium. Le surcroît de résistance et la légèreté de cette solution devait en faire une « marque de fabrique » des Formule 1 Lotus ultérieures.
Au début de la saison 1985, il est rejoint chez Lotus par Ayrton Senna, jeune pilote prometteur, qui remporte au volant de la Lotus 97T conçue par lui sa première victoire en Formule 1 au Grand Prix du Portugal, à Estoril sous une pluie torrentielle. Cette victoire est la première d'une série de sept (une pour de Angelis, six pour Senna), la dernière étant décrochée à Detroit. Senna quitte Lotus pour McLaren en 1988, laissant Ducarouge développer la Lotus 100T. En dépit de quelques performances encourageantes tout au long d'une saison dominée par McLaren, l'écurie finit quatrième du championnat du monde des constructeurs, prétendument à cause de données incorrectes concernant l'aérodynamique collectées lors de test chez Comtec.
Ducarouge quitte Lotus pour revenir en France chez Larrousse où il développe avec Chris Murphy le châssis fourni par le constructeur Lola. En 1991, il réintègre Ligier en tant que directeur technique jusqu'au milieu de la saison 1994.
Au début des années 2000, il travaille pour Venturi Automobiles sur des projets de véhicules électriques. Sa carrière s'achève chez Matra, un retour aux sources au cours duquel il travaille sur différents projets en tant que directeur du développement international.
Président d'honneur du Club Lotus France depuis septembre 2007, il meurt le 19 février 2015 d'un cancer.